# محمد العيدروس الهاشمي
محمد الهاشمي شاعر وإعلامي إماراتي.

## مسيرته
حاصل على شهادة الماجستير في إدارة وتخطيط السياسات الثقافية من جامعة ووريك البريطانية، والباكلوريوس في التطبيقات الإعلامية من كليات التقنية العليا، والدبلوم العالي في البحث العلمي من مركز الإمارات للدراسات والبحوث الاسترايجية-أبوظبي، ولد في أبوظبي عاصمة الإمارات في 8 أبريل 1977، لأسرة متدينة وتربى في بيت علم وأدب. تنتسب أسرته إلى جعفر الصادق بن محمد بن علي بن الحسين السبط، ابن رابع الخلفاء علي بن أبي طالب زوج فاطمة الزهراء بنت النبي محمد صلى الله عليه وآله وسلم وابن عمه. والده ينتسب لعائلة العيدروس الحسينية الهاشمية، ووالدته تنتسب للسيد الشريف عبد الرحمن باشا الزاهر آخر قائم مقام لمكة المكرمة إبان عهد الدولة السعودية. تربى في أبوظبي في كنف والديه وانتسب لرياض الأطفال الحكومي حيث ظهرت ملامح ذكاءه الحاد بإجادته القراءة والكتابة والرسم والحساب وهو لايزال تحت سن الرابعة، لتطلق عليه صحيفة الاتحاد الرسمية لقب «الطفل المعجزة» وينقل للمرحلة الابتدائية مباشرة. تدرج الهاشمي حتى تخرج من سلك التعليم الحكومي في 1994 من ثانوية أبوظبي التعليمية وانتسب إلى جامعة الإمارات في العين بعد ذلك بعام في تخصص الهندسة العمرانية. في العام 1998 ترك جامعة الإمارات دون استكمال دراسته وانضم لكلية الإعلام بكليات التقنية العليا بأبوظبي وتخرج منها في العام 2002. خلال فترة دراسته كان الهاشمي يعمل في تلفزيون أبوظبي مصمماً للغرافيكس ثم محرراً للأخبار حتى رقي رئيساً للتحرير قبل أن يصبح مذيعاً رياضياً في العام 2002، وهي السنة التي تخرج فيها من كليات التفنية في تخصص الإخراج والإنتاج الإعلامي.

### شاعراً وأديباً
بدأ محمد الهاشمي مسيرته الشعرية على مستوى النشر والمشاركة العلنية منذ أن كان في الحادية عشرة من عمره. شهدت بداياته الشعرية استخدامه لعدد من الألقاب الشعرية، كان آخرها دافي الجرح، ونشر أولى قصائده بعنوان “يوم ميلادك” في صفحة الشعر الشعبي التابعة لجريدة الاتحاد عام تسعين. بعدها استمر في نشر القصائد في الصحيفة نفسها إضافة إلى عدد من المجلات الأسبوعية والشهرية من بينها مجلة كل الأسرة في صفحة “بوح القوافي” ومجلتي “فواصل” والمختلف” الخليجيتين، وظل ينشر قصائده الشعبية بشكل مستمر حتى عام ستة وتسعين، وتحت اسم “دافي الجرح”. منذ عام ستة وتسعين، توقف الشاعر عن النشر لأسباب ترتبط بالساحة الإعلامية الشعرية. أنشأ الشاعر عام ألفين وثلاثة موقعا على شبكة الإنترنت يضم قصائده بالنص والصوت، وقدم أمسيات عدة في مختلف إمارات الدولة.
تقلصت مشاركات الهاشمي الشعربة العامة مع مرور السنين، لكنه لم يبتعد نهائيا عن الظهور في مناسبات شعرية ومهرجانات فنية وأدبية داخل الدول، وألقى بطريقة «الشلة» عدة قصائد من التراث الشعري الإماراتي في عدة مسارح وفعاليات عالمية داخل دولة الإمارات.
وبنهاية عام 2013، نشر الهاشمي أول كتاب له، وكان كتاباً مشتركاً مع زوجته القاصة والتشكيلية الإماراتية عائشة الكعبي، بعنوان «وجهنا الواحد»، قدما فيه فكرة رأت عائشة أنها فريدة من نوعها وغير مسبوقة عالميا بقولها «إن تأليف كتاب واحد بين مؤلفين غير شائعة، عربياً، وعالمياً، وتأتي فرادة مشروعنا هذا، هو أنه نتاج إبداعي ألفه زوجان، فهو غير مسبوق كما يخيل إلي، وإن كان هناك زوجان نرويجيان قد ألفا كتاباً مشتركاً عن (السعادة الزوجية)، وهو موضوع آخر» وأضافت إن الكتاب «يتكون من ثمان وسبعين قصة قصيرة جداً- حيث لكل منا أربع وثلاثون منها- أن يكون تحت أي عنوان قصتان، نختاره، من دون تخطيط مسبق، إحداهما لي، والثانية له، حيث أضع العنوان، مرة، ويضعه هو مرة أخرى وبالتالي ليكون واضع العنوان، هو أول من يكتب نصه». ومنذ إطلاقه في معرض الشارقة الدولي للكتاب في 2013 تصدر مبيعات الكتب خلال الأيام الأولى، لكنه لم يدخل المكتبات المحلية إلا في يناير من العام 2014، وظهر أول مرة في المكتبات الخليجة في مطلع مارس من العام نفسه. كما نال الكتاب أصداء واسعة من النقاد ومن كتّاب وصحفيين عرب، وقد أعلن الكاتبان أنهما بصدد نشر الكتاب بلغات أجنبية في أكثر من لقاء تلفزيوني وإذاعي. ووصف الشاعر والصحفي عبد الله أبوبكر نصوص الكتاب بأنها «تميزت بتكثيفها اللغوي، وأفكارها المتجددة، وحملت عناوينها بعدا دلاليا واضحا، ومنها من تسللت المفارقة إليه لتحفز القارئ على استكشاف النص وتتبعه». كما رأى الصحفي الإماراتي محمد المرزوقي أنه «رغم أنها تجربته (الهاشمي) الأولى في القص، إلا أنه استطاع أن يجد له مكانًا فوق كثيرٍ من القاصين كفاءةً، وفنًا، وفهمًا للتكنيك القصصي وأبعاده الإنسانية! ويبدو أن روح الشاعر كانت تتصارع مع روح القاص في داخله، فجاءت كثيرًا من نصوصه كأنها بيت من الشعر، كما في القصة الومضة التي جاءت تحت عنوان «الغريب»، حيث يقول فيها: «ما انفكوا يقولون.. ما الغريب إلا الشيطان، حتى بتُّ لا أرى إلا هو»»، واعتبر المرزوقي أن هذا الإصدار يدعو للفرح الغامر لأنه «من الإطلالة الأولى على هذه المجموعة القصصية القصيرة جدًا، لابد أن نحس إحساسا لذيذا بأن هذين الكاتبين يريدان أن يقولا شيئا ما».

### إعلامياً
بدأت قصة محمد الهاشمي مع الإعلام من خلال مشاركته عام ستة وتسعين في مسابقة للغناء نظمتها ART غنى خلالها “مهما يقولون” لمحمد عبده ونقل الحفل على الهواء مباشرة، ثم في مسابقة إذاعية للمواهب الفنية والإعلامية بإذاعة أبوظبي. وقد رأى ابن التسعة عشر ربيعاً في تلك المسابقة بلورة لهواياته المدرسية حينما كان مسؤولا عن الإذاعة المدرسية في المرحلتين الإعدادية والثانوية ومذيعا يوميا لها، فضلا عن مشاركته كمقرئ للقرآن في أكثر من مناسبة محلية ووطنية، ومساهمته كممثل مسرحي وإذاعي في فوز مدرستيه الابتدائية والإعدادية بعدة جوائز على مستوى وزارة التربية والتعليم.
وجد الهاشمي في هواية التصميم الرقمي بوابة واسعة لدخوله مجال الإعلام كمحترف وتدرج كمتدرب في العمل الإعلامي بدءاً من منتصف عام 1997 قبل أن يتم تعيينه في عام 1998 منفذاً لغرافيكس الأخبار. في عام 2000، أعيد تعيين الهاشمي محرراً للأخبار وتم انتدابه للالتحاق ببرنامج مركز الدراسات والبحوث الاستراتيجية - أبوظبي لعام واحد، عمل خلاله مساعدَ باحث ومحرراً لنشرة أخبار الساعة التي تصدر من المركز. في عام 2001 تخرج من المركز بشهادة عليا في البحث العلمي وشارك في المؤتمر الدولي للقيادة والإدارة الذي احتضنه المركز فضلا عن مشاركته في أكثر من 30 ورشة عمل في الشؤون الاقتصادية والسياسية والعلمية والمعلوماتية.
في عام 2002 أصبح الهاشمي رئيسا لتحرير نشرات أخبار الرياضة في قناتي أبوظبي وأبوظبي الرياضية، وبعدها بستة أشهر قدم أولى نشراته كمذيع أخبار. ومنذ ذلك العام وحتى منتصف سبتمبر ظل الهاشمي يقدم نشرات الأخبار ويعمل مقدماً للبرامج الرياضية واستوديوهات تحليل مباريات كرة القدم.
في 2006 تعاقد الهاشمي مع هيئة الثقافة والتراث لتقديم برنامج شاعر المليون الذي يعد أغلى برنامج تلفزيوني على مستوى الشرق الأوسط، والذي يسعى لاستغلال تألق الشعر الشعبي وشعبيته الجارفة وإحياء تراث وعادات المنطقة ويقدّم لقب شاعر المليون للفائز الأول مع جائزة مالية قدرها مليون درهم إماراتي وإصدار ديوان وتلحين نص للفائز يغنيه مطرب عربي كبير. المسابقة جزء من مهرجان كبير يضم أيضاً مجلة ومنتدى إنترنت ومهرجان أمسيات وأنشطة شعرية وثقافية متعددة.
في العام 2007 انتهى البرنامج وظهرت بوادر لخروج الإعلامي من خلال تصريحات مختلفة له في مجلات أدبية عدة -من بينها مجلة جواهر الشعرية الصادرة في دبي- وعبر موقعه «موج بلا شاطئ»، وصاحب ذلك الخروج تعتيم إعلامي كامل من فريق البرنامج لشكل الموسم الثاني وهويته، وبرزت الإشاعات حول استبدال مذيعي البرنامج الثلاثة محمد الهاشمي وروضة بن حافظ وناصر الجهوري بعد انطلاق حولة لجنة التحكيم للموسم الثاني دونهم واستعاظتها عنهم بمعدي البرنامج في التقديم، لكن مصدراً في البرنامج لم يؤكد أياً من تلك الإشاعات حول أسباب وحيثيات استبدال المذيعين. اختفى مذيعو البرنامج بعد ذلك. وظهرت روضة بن حافظ في لقاء تلفزيوني واحد ثم توارت إعلاميا، لكن الهاشمي عاد مذيعاً في الثاني من ديسمبر 2007 في نشرة أخبار قناة أبوظبي علوم الدار وقدم إطلاقة البرنامج في يومها الأول، وهي القناة التي تبث برنامج شاعر المليون نفسه. واستمر في العمل كبيراً للمذيعين في شركة أبوظبي للإعلام حتى استقالته عام 2012. ينحصر نشاط محمد الهاشمي الإعلامي حالياً في تواجده على مواقع التواصل الاجتماعي، وظهوره المحدود في البرامج التلفزيونية ضيفاً، وفي الأمسيات الشعرية والندوات داخل الإمارات، وكاتباً اجتماعياً في عدد من الصحف المحلية، وكاتب عمود أسبوعي في صحيفة القدس العربي اللندنية.